# Байон
 Тази статия е за града във Франция.  За града в Съединените щати вижте Байон (САЩ).  За храма в Камбоджа вижте Байон (храм).
Байо̀н (на френски: Bayonne, на гасконски и баски Baiona, Байона) е град в Югозападна Франция, подпрефектура на департамент Пирене Атлантик, регион Аквитания. Той е и център на областта Лабур във Френската страна на баските. Байон е разположен на двата бряга на река Нив, при вливането ѝ в Адур и на 8 km от Бискайския залив. Населението му е 45 636 души (2009), а на урбанизираната зона, включваща още съседните Англе, Биариц и още няколко по-малки общини – около 179 000 души (1999).
Байон възниква на мястото на римско укрепление от 3 век, наречено Lapurdum. През 842 викингите основават на същото място пристанището Бьорхамн (Björhamn), от чието име идва и днешното наименование на града. Байон има голямо значение за тях, тъй като се намира на пътя от Бискайския залив към Средиземно море, долината на Ебро и град Тортоса, един от основните пазари на роби в Европа. От 1151 до 1452 градът, като част от Аквитания, е под управлението на Англия. През този период той е важно пристанище със смесено баско и гасконско население.
Байон е присъединен към Франция в края на Стогодишната война. През следващите три века местните баски моряци се включват в презокеанската търговия с канела и лова на китове. Еврейските емигранти от Испания и Португалия пренасят нови занаяти, сред които производството на шоколад, значително и в наши дни. Развива се производството на оръжия и от името на града идва названието на байонета. Освен това Байон става важно военно укрепление в близост до границата с Испания. През 17 век Себастиан Вобан изгражда големи фортификационни съоръжения, запазени и днес. Голям брой испански баски се преселват в града през 20 век, като той става център на баския национализъм.

## Известни личности
Родени в Байон
- Фредерик Бастиа (1801 – 1850), философ
- Леон Бона (1833 – 1922), художник
- Дидие Дешам (р. 1968), футболист
- Мишел Камдесю (р. 1933), финансист
- Жак Лафит (1767 – 1844), банкер и политик

## Побратимени градове
- Велико Търново, България